# 阿都阿兹·阿都拉欣
拿督斯里阿都阿兹·阿都拉欣（1966年11月19日—），马来西亚政治人物，现任巫统最高理事会成员，前任朝圣基金局主席。
他共被控13项贪污与洗钱控状，其中包括3项涉及520万令吉的霹雳州与吉打州道路项目的贪污指控，以及10项共涉及1390万令吉的洗钱指控。2022年9月5日，上诉庭批准阿都阿兹撤销4项洗黑钱控状，而其他9项控状的撤销申请则被驳回。同年12月9日，司法专员阿兹哈批准阿都阿兹透过律师阿米尔入禀的申请通知书，裁决阿都阿兹的所有控状无罪，当庭释放。

## 朝圣基金局主席
阿都阿兹于2013年7月受委任为朝圣积金局主席，直至2018年大选。
2015年5月9日，阿都阿兹在记者会上否认，朝圣基金局花费1亿8850万令吉向一个马来西亚发展有限公司（1MDB）买地，目的是为了拯救这个债台高筑的公司。他说，朝圣基金局是因为认为这项交易非常值得，所以才决定购买，并表示交易早在该年4月就已决定。

## 争议
阿都阿兹是国会下议院里其中一个出了名口出狂言的议员，曾数次以不雅的字眼辱骂敌对阵营的议员，但最终都没有受到严惩。

### 发表种族歧视、辱骂和羞辱性言论

#### 娘娘腔论
2014年11月19日，阿都阿兹在八打灵再也北区国会议员潘俭伟在国会发表演讲时，多次挑衅和干扰演讲，但潘俭伟选择无视他。阿都阿兹一怒之下公然辱骂潘俭伟是「娘娘腔」和「懦夫」，批评只让潘俭伟说话，却不敢让路给他发言反驳。

#### 月漏论
2015年4月9日，阿都阿兹在国会下议院参与辩论时，发表「月漏论」来嘲笑女性，形容古来国会议员张念群是「可能会漏的非穆斯林」，不适合进入清真寺，引发民联国会议员群起围剿。阿都阿兹随后受到多名议员的压力下，开始反口否认自己发表这番言论。他最终只得说：“我收回我的言论，虽然我没说过，我也无意污辱女人。”

#### 变性人和回唐山论
2015年11月3日，阿都阿兹在国会与峇都交湾国会议员卡斯杜丽拉妮争论时，口出狂言说「你比变性人（pondan）还不如」，结果在野党群起抗议，要求议长班迪卡指示阿都阿兹撤回言论。隔日的辩论时，阿都阿兹又指着亚庇国会议员黄仕平，叫他「阿伯闭嘴」和「滚回唐山」。阿都阿兹之后解释「回唐山」只是一句开玩笑的话，但沒有收回「变性人」这个字眼，引起多名在野党国会议员不满。议长班迪卡最终也只是促撤回「回唐山论」，却无视「变性人论」，招致雪州社区自强协会（Empower）猛批。

#### 肤色论
2020年7月13日，阿都阿兹在政权更替后的国会中对峇都交湾国会议员卡斯杜丽拉妮说了一句“太暗（gelap），看不到”，过后还补上一句：“搽粉（bedak）就好了”。当时卡斯杜丽打岔向他询问，为何新任政府所提呈的国会遴选委员会名单中无女性代表。隔天，新任议长阿兹哈阿兹占·哈仑指示他就他所发表的“太暗”和“搽粉”言论道歉。阿都阿兹则在议长指示下站起道歉，并宣布撤回言论，同时解释他绝不是有意指称任何人“太暗”，而指的是国会区域太暗，然而卡斯杜丽拒绝接受他的解释，指责阿都阿兹已非首次发表相关言论，并要求议长给与更严厉的处罚。议长则认为此事应告一段落，若阿都阿兹再犯则将给与更严厉的处罚。 

### 贪污指控
2018年5月22日，马来西亚反贪污委员会（MACC）援引2009年反贪会法令对他进行调查，并在调查过程中从其住家和办公室，起获50万令吉现金和总值120万令吉的各国货币，他也在调查期间辞去原有的朝圣积金局主席一职。
同年9月25日，反贪会逮捕了阿都阿兹、其担任一家房地产公司总经理的兄长阿都拉迪，以及一名公司董事，以调查涉及朝圣基金工程合约的舞弊案件。他们在延长扣留10日后获得保释，其中阿都阿兹兄弟，分别以50万令吉保释金获保外。但是反贪会在他被释放的同一天逮捕了他的24岁儿子进行调查。
朝圣积金局于同年11月30日向警方起诉了阿都阿兹作为该局前主席兼高层，并指控他滥用资金，将2200万令吉用作一项与政治有关的慈善活动基金。
反贪会于2019年1月15日再次逮捕了阿都阿兹和他的兄长，并在隔天指控他涉及3项在霹雳和吉打州道路工程收取520万令吉贿金的控状，以及9项约1亿4000万令吉洗黑线指控；阿都拉迪夫则面对2项与阿都阿兹串谋收取贿款的指控。同年8月7日，吉隆坡地院开始于9月25日至10月11日审理阿都阿兹和他的兄长的贪污案。但是，在阿祖拉法官择定日期后，副检察官阿兹琳达表示，这项起诉将适用于将案件移交给高等法院。阿都阿兹的辩护律师郑宝德也对此无异议。12月12日过堂时，法官阿祖拉择定地庭将在2020年3月16日至20日、4月1日至3日、5月18日至20日，以及6月29日及30日审理此案。而主控官阿当莫哈末副检察司也曾告诉法庭，控方也将传召至少30名证人供证。
2022年6月23日，阿都阿兹向总检察署入禀陈情书，以撤销他被控在霹雳及吉打道路工程涉嫌收贿和洗黑钱的指控。此案在地庭法官阿祖拉面前过堂时，主控官聂哈丝丽妮副检察司说，控方仍在研究此事。
2022年9月5日，以上诉庭法官卡马鲁丁为首的上诉庭三司宣读判词时批准阿都阿兹撤销霹雳和吉打道路工程贪污案13项控状中的其中4项洗黑钱控状。阿都阿兹同日再次向总检察署入禀陈情书。
2022年12月9日，阿都阿兹在高庭获无罪释放。司法专员阿兹哈批准阿都阿兹透过代表律师阿米尔入禀的申请通知书，裁决阿都阿兹的所有控状无罪，当庭释放。

### 干预1MDB调查
2018年5月22日，反贪污委员会首席专员苏克里在一项记者会上声称，他于3年前调查一个马来西亚发展有限公司（1MDB）及26亿令吉政治献金案件期间，一名来自北马，有“现金王”之称的国会议员两次与他见面，并二度贿赂以让他停止调查1MDB及SRC国际课题。阿都阿兹同日询及此事时，表示自己不知情。
2018年5月24日，阿都阿兹矢口否认本身是苏克里口中的北马“现金王”。他坚称没有干预反贪会调查1MDB及SRC公司弊案。

### 褫夺拿督头衔
2019年4月11日，被控贪污与洗黑钱的阿都阿兹被吉兰丹州王室褫夺其拿督头衔。吉兰丹州秘书弗兹证实，王室已在4月2日收回颁赐给阿都阿兹的拿督勋衔。
|        | 我们已当天发函通知阿都阿兹收回拿督勋衔的决定，同时要求他立即退回勋章予王室。 |
| ——弗兹 |                                                                              |

弗兹并没有说明收回阿都阿兹拿督勋衔的原因。

### 儿子开车获交警开路争议
2022年5月7日，名为“anwarazeez”社媒发布一则视频显示阿都阿兹儿子莫哈末凯鲁在槟城路段开车时获2名交警开路，包括在红灯路段也通行无误。5月8日，槟州总警长苏海里证实，警队以纪律行动，调查涉及的2名交警。民主行动党大山脚国会议员沈志强对此认为警方不应只针对交警采取行动，当事人阿都阿兹儿子理应一并受到惩罚。
5月10日，槟州警方已传召阿都阿兹儿子问话，以调查对方上载的交警开路影片是否含有破坏警方形象的元素。8月4日，内政部长韩沙再努丁以国会书面回覆沈志强时说，两名涉及为阿都阿兹儿子开路的交警已遭到纪律对付。

## 选举成绩
| 年份 | 选区           | 候选人 | 候选人                    | 得票数 | 得票率 | 竞选对手                     | 竞选对手               | 得票数 | 得票率 | 总票数  | 多数票 | 投票率 |
| ---- | -------------- | ------ | ------------------------- | ------ | ------ | ---------------------------- | ---------------------- | ------ | ------ | ------- | ------ | ------ |
| 2008 | 吉打 P016 华玲 |        | 阿都阿兹·阿都拉欣（巫统） | 28,461 | 44.10% |                              | 塔伊阿扎慕定（回教党） | 36,074 | 55.90% | 65,764  | 7,613  | 83.47% |
| 2013 | 吉打 P016 华玲 |        | 阿都阿兹·阿都拉欣（巫统） | 43,504 | 53.17% |                              | 纳兹米阿末（伊党）     | 38,319 | 46.83% | 83,109  | 5185   | 89.20% |
| 2018 | 吉打 P016 华玲 |        | 阿都阿兹·阿都拉欣（巫统） | 38,557 | 42.60% |                              | 哈山沙阿（伊党）       | 37,483 | 41.41% | 92,128  | 1,074  | 85.93% |
| 2018 | 吉打 P016 华玲 |        | 阿都阿兹·阿都拉欣（巫统） | 38,557 | 42.60% | 莫哈末道菲耶谷（土团党）     | 14,472                 | 15.99% |        | 92,128  | 1,074  | 85.93% |
| 2022 | 吉打 P016 华玲 |        | 阿都阿兹·阿都拉欣（巫统） | 35,356 | 32.42% |                              | 哈山沙阿（伊党）       | 64,493 | 59.13% | 110,353 | 29,137 | 82.75% |
| 2022 | 吉打 P016 华玲 |        | 阿都阿兹·阿都拉欣（巫统） | 35,356 | 32.42% | 佐哈里阿都拉（国家诚信党）   | 8,636                  | 7.92%  |        | 110,353 | 29,137 | 82.75% |
| 2022 | 吉打 P016 华玲 |        | 阿都阿兹·阿都拉欣（巫统） | 35,356 | 32.42% | 巴希尔阿都拉曼（土著权威党） | 579                    | 0.53%  |        | 110,353 | 29,137 | 82.75% |

## 封衔
- 吉兰丹：
  -  吉兰丹精神斯里勋章（SJMK）－拿督（2016，2019年4月2日禠夺[64]）